# Macrotera parkeri
Macrotera parkeri är en biart som först beskrevs av Timberlake 1980.  Macrotera parkeri ingår i släktet Macrotera och familjen grävbin. Inga underarter finns listade i Catalogue of Life.